# Будзгур
Будзгур (абх. Быӡгәыр, груз. ბუძგური [Будзгури]) — село в Абхазии, в Гулрыпшском районе частично признанной Республики Абхазия, согласно административному делению Грузии — в Гульрипшском муниципалитете Абхазской Автономной Республики, в междуречье рек Кодор и его притока Чхалта. Высота над уровнем моря составляет 1000 метров.

## Население
В 1959 году в селе Бурзугури (Будзгури) проживало 38 человек, в основном грузины (в Ажарском сельсовете в целом — 3239 человек, также в основном грузины). В 1989 году в селе проживал 41 человек, также в основном грузины (сваны). По данным переписи населения Грузии 2002 года, в селе Будзгур (на момент переписи контролировавшимся властями Грузии) проживало 33 человека.